# Bruchus brachialis
Bruchus brachialis är en skalbaggsart som beskrevs av Fahraeus 1839. Bruchus brachialis ingår i släktet Bruchus och familjen bladbaggar. Inga underarter finns listade i Catalogue of Life.

## Bildgalleri

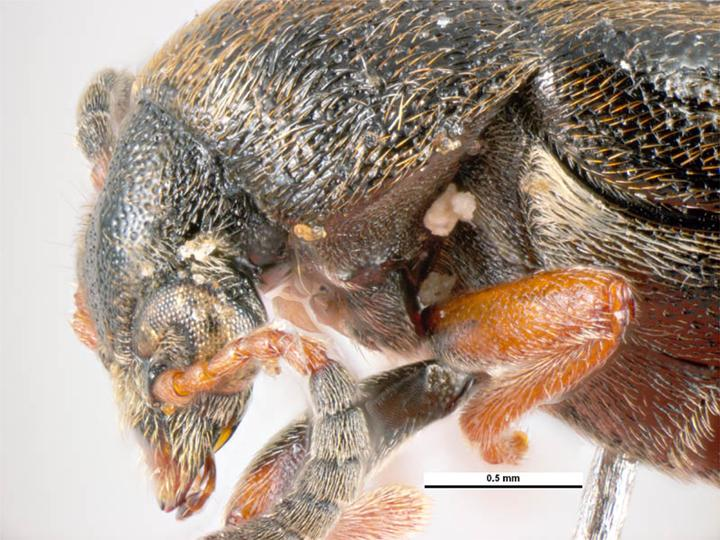
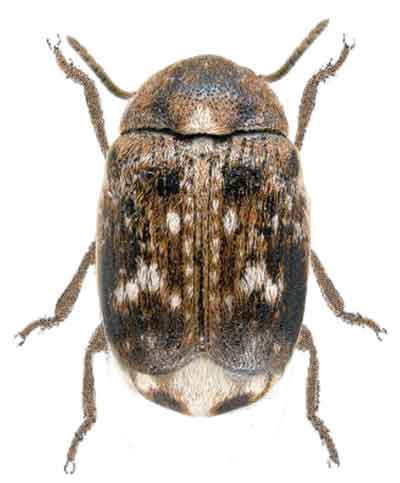
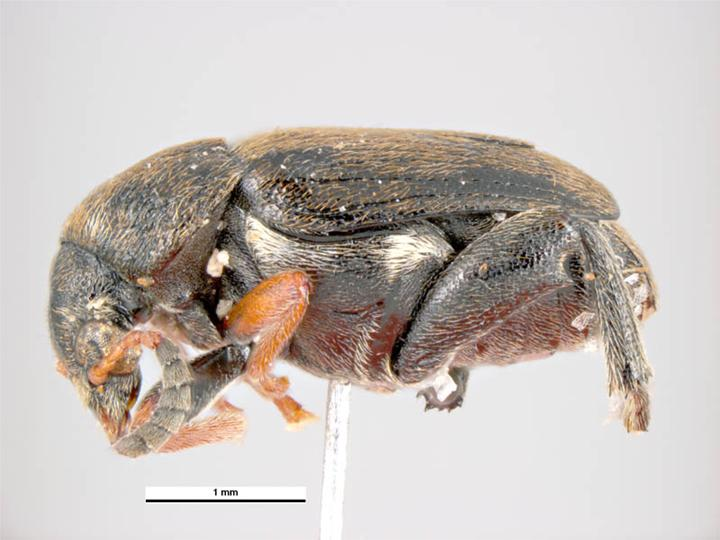